# Alocha lugubris
Alocha lugubris är en insektsart som först beskrevs av Young 1977.  Alocha lugubris ingår i släktet Alocha och familjen dvärgstritar. Inga underarter finns listade i Catalogue of Life.